# 真蒂莱·贝利尼

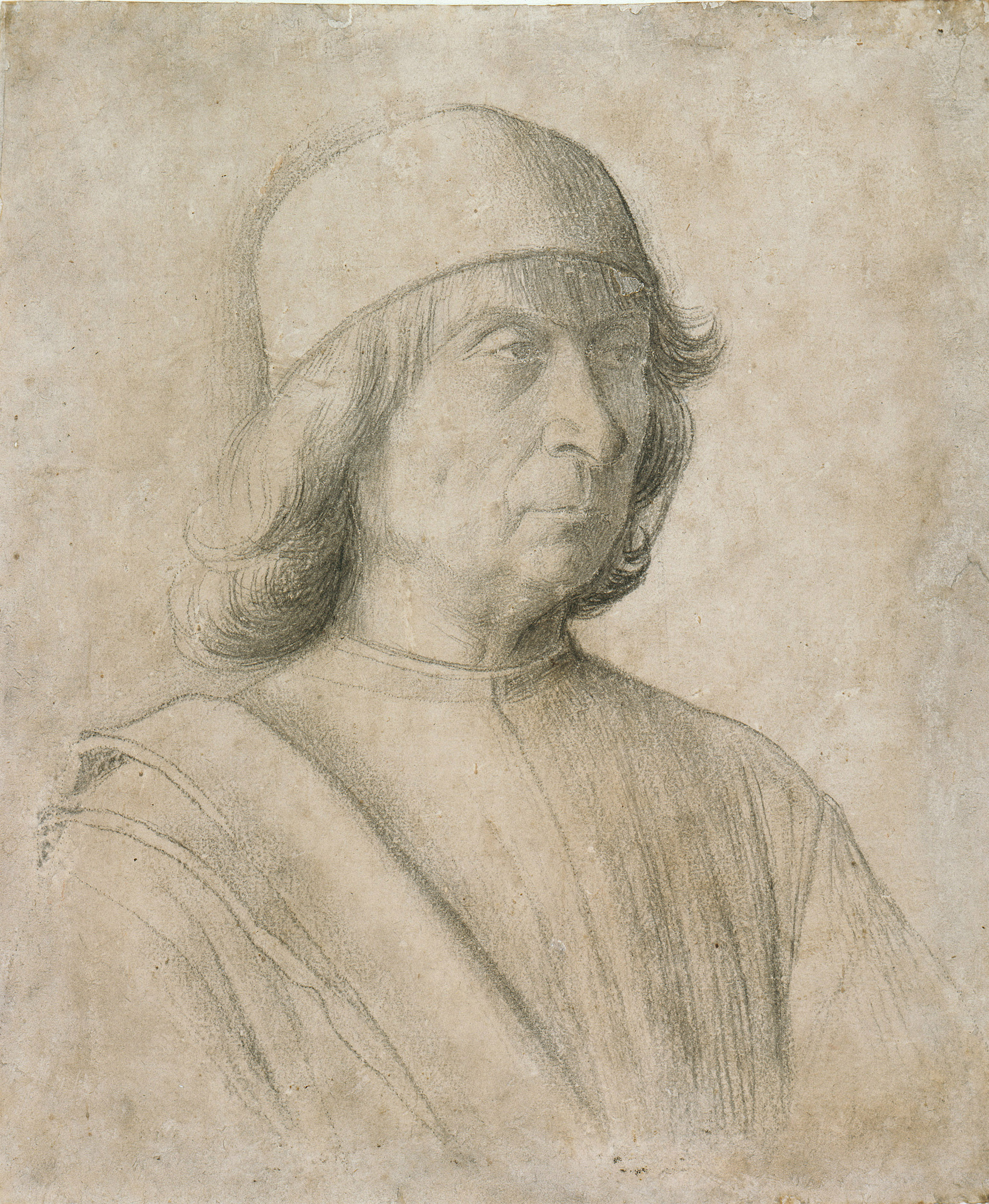
真蒂萊·貝利尼的自畫像

真蒂莱·贝利尼（義大利語：Gentile Bellini，1429年—1507年2月23日），文艺复兴时期威尼斯艺术家。以其关于宗教的画作而斐名。他曾在拜占庭帝国君士坦丁堡宫廷中工作过三年。
是藝術家乔瓦尼·贝利尼（Giovanni Bellini）的兄弟，其父親是雅科波·贝利尼（Jacopo Bellini）。
1479年到1481年之間為穆罕默德二世作畫，君士坦丁堡的基督教場所的壁畫便是他的重要作品。也很可能為穆罕默德二世所繪製名為穆罕默德二世蘇丹肖像，被視為文藝復興中與伊斯蘭藝術的結合，這幅畫在19世紀被修復；畫家的姓名是後來再被寫上去的，因此無法確定原畫家就是真蒂萊·貝利尼本人。

## 作品

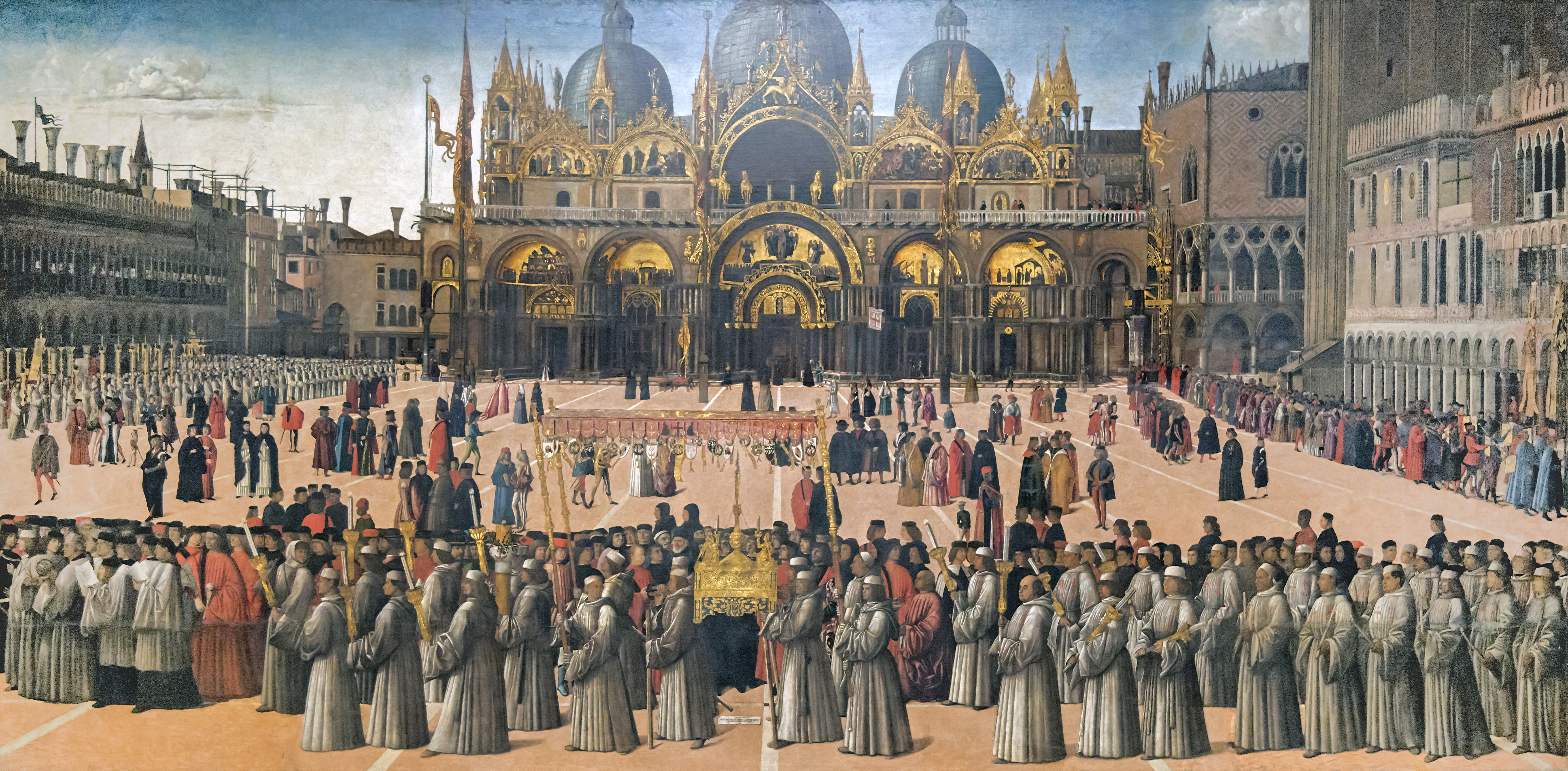
《圣马可广场上的游行》，蛋彩画，约 1496年，现藏于威尼斯学院美术馆
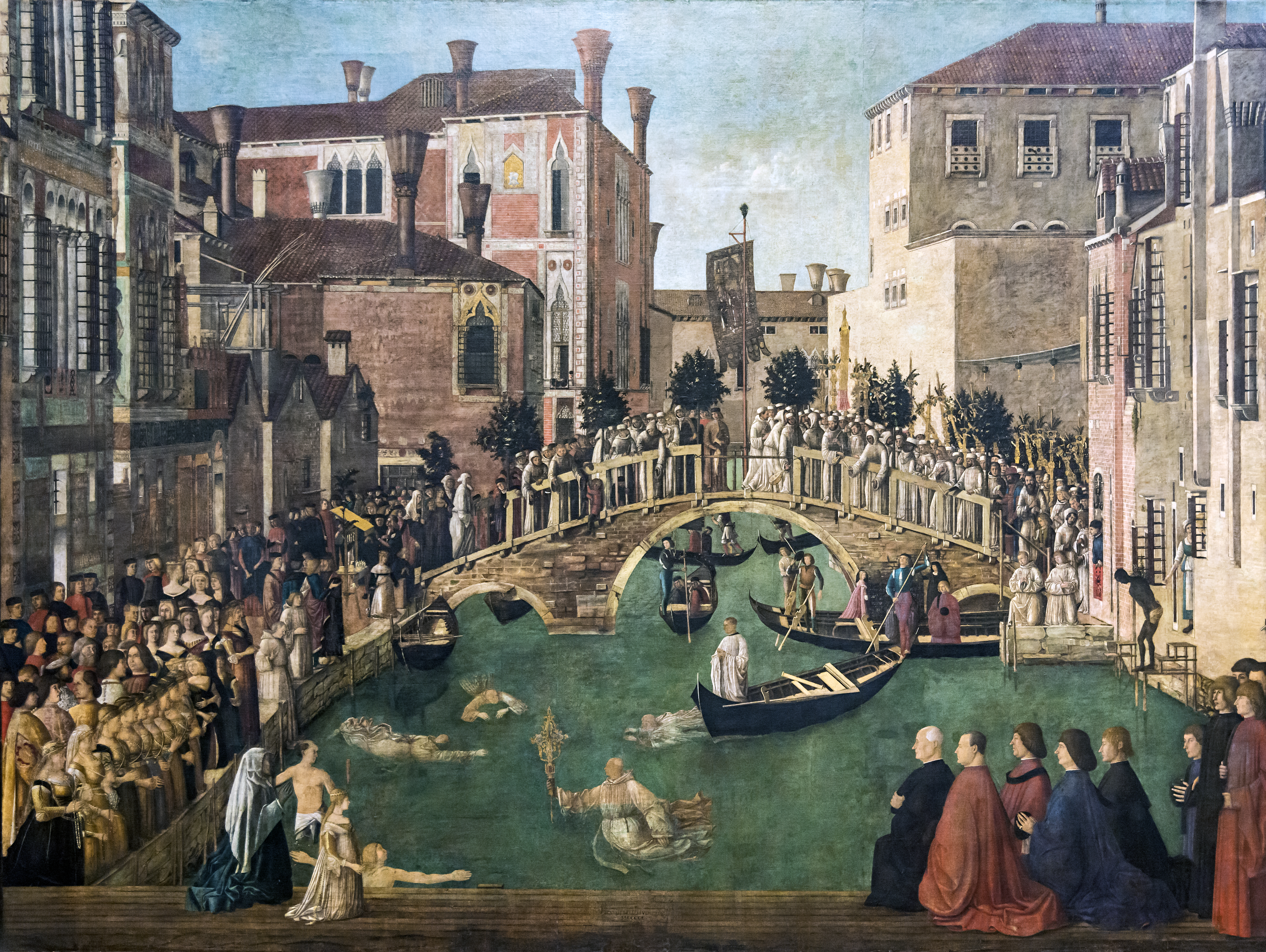
《圣洛伦佐桥的真十字奇迹》，蛋彩画，约 1500年，现藏于威尼斯学院美术馆
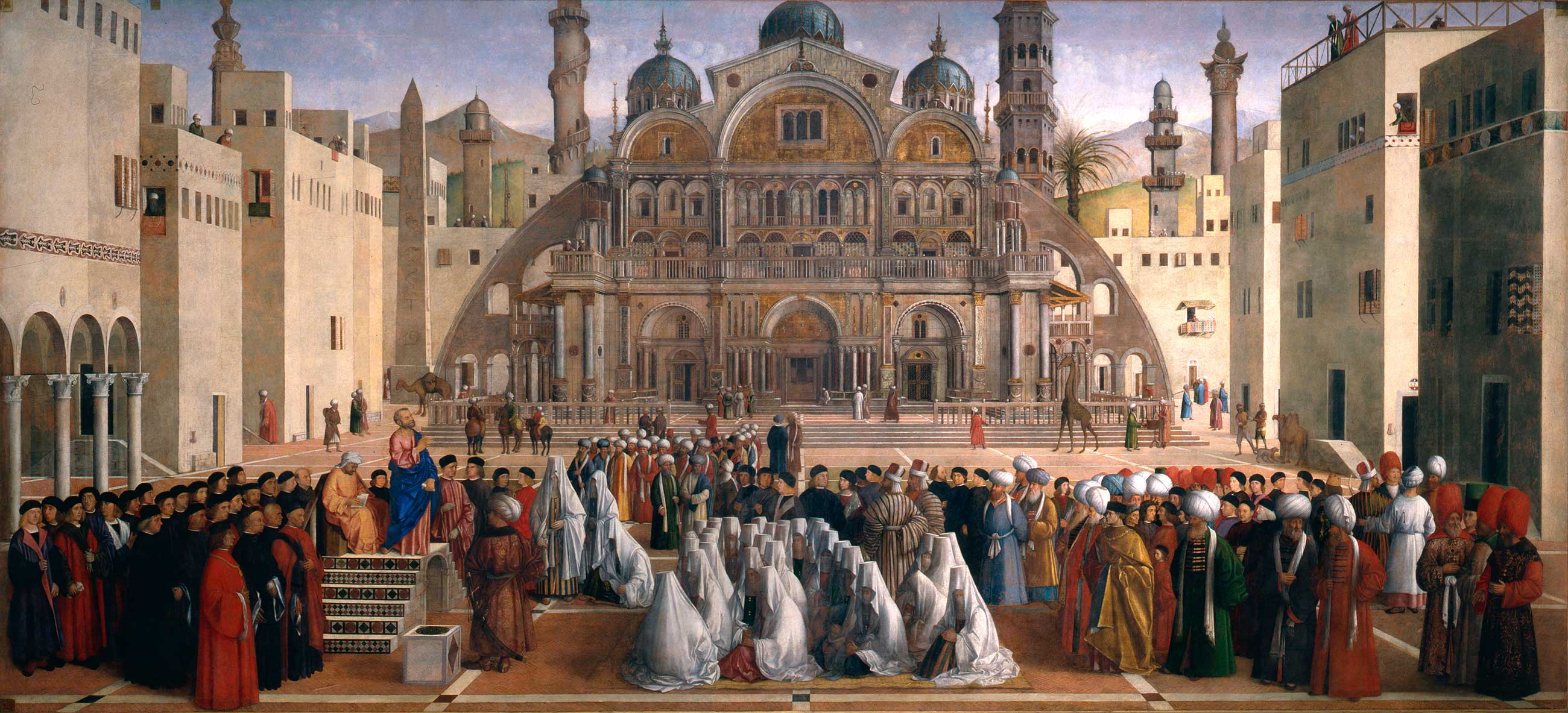
《圣马可在亚历山大布道》，布面油画，高3.47米，宽7.7米，绘制于1504-1507 年，现藏于米兰的 布雷拉画廊